# لاجئو الحرب الأهلية السورية في لبنان
منذ بداية الحرب الأهلية السورية في مارس 2011 فر أكثر من 1.5 مليون لاجئ سوري إلى لبنان ويشكلون ما يقرب من ربع السكان اللبنانيين اليوم. يضم لبنان حاليًا أكبر عدد من اللاجئين لكل فرد في العالم.

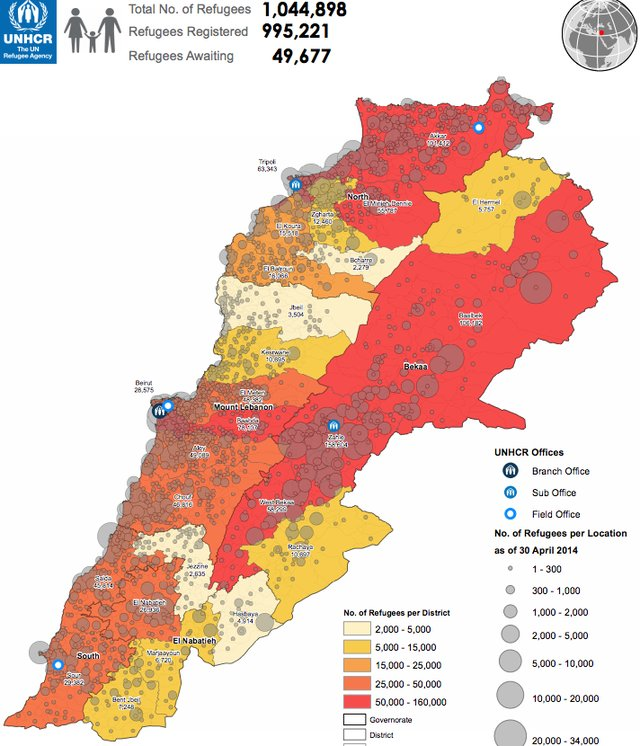
توزيع اللاجئين السوريين في لبنان (نيسان 2014)

تشير إحصائيات مفوضية الأمم المتحدة لشؤون اللاجئين إلى التدفق الهائل للاجئين السوريين إلى لبنان بين عامي 2012 و 2014 مما أدى إلى تدهور البنية التحتية والمؤسسات العامة اللبنانية المتهالكة بالفعل. بين آب / أغسطس وكانون الأول / ديسمبر 2012 زاد عدد اللاجئين السوريين من 36,000 إلى حوالي 150,000 ؛ بحلول مايو 2013 ارتفع العدد إلى 463,000 وبحلول أكتوبر 2014 بلغ 1.151.057. هذه الأرقام لا تعدو أن تكون بمثابة تقديرات، ولكن بالنظر إلى خوف اللاجئين الآخرين من التسجيل مع ما يعتقدون أنها حكومة لبنانية مؤيدة للأسد. يقيم غالبية اللاجئين السوريين في شمال لبنان (منطقة عكار ) أو وادي البقاع، وهما أفقر منطقتين في لبنان.

## الإحصاء
اعتبارًا من 30 نوفمبر 2018، كان التوزيع الرسمي للاجئين السوريين المسجلين في لبنان على النحو التالي:
| الموقع     | تعداد السكان | ٪ من مجموع السكان |
| ---------- | ------------ | ----------------- |
| البقاع     | 340592       | 35.8٪             |
| شمال لبنان | 247802       | 26.1٪             |
| بيروت      | 247713       | 26.1٪             |
| جنوب لبنان | 114227       | 12.0٪             |

من بين اللاجئين السوريين المسجلين في لبنان 55.6 ٪ تتراوح أعمارهم بين 0-17.
إلى جانب السوريين تضمن تدفق اللاجئين بسبب الحرب الأهلية السورية 35000 لبناني عائدين و 31502 لاجئ فلسطيني من سوريا.

## إحصاءات النوع الاجتماعي الديموغرافية
- النساء يمثلن 50,5% من اللاجئين السوريين في لبنان.[6]
- تعول امرأة 1 من كل 5 أسر معيشية.[6]
- على الأقل واحدة من كل ثلاث فتيات سوريات من اللاجئات متزوجة.[6]
- واحدة من كل 5 سيدات سوريات من اللاجئات لديها إعاقة.[7]
- واحدة من كل 3 سيدات سوريات من اللاجئات لديها شبكة محمول لاستخدامهم الشخصي.[8]
- 52% من اللاجئين السوريين في لبنان من النساء.
- 86% من اللاجئات لديهن تسجيل في مفوضية اللاجئين، و11% منهن لديهن تصريح إقامة.
- 83% من النساء لديهن الآن مسؤولية صنع القرار أكبر مما كن عليه قبل النزوح.
- 79% من اللاجئات أبلغن عن انعدام الأمن اقتصاديًا بصفته أكبر مخاوفهم، و1% فقط منهن لديهن تصريح عمل، رغم أن 13% منهن يعملن، ومعظمهن من النساء اللواتي يعلن أسرة معيشية.
- بينما يظن 42% أن اللاجئات من الممكن أن يكن قادة للمجتمع، ويعتقد 53% أن الرجاء سيقبلون بالأمر، فـ 6% فقط من النساء أخذن هذا الدور منذ اندلاع الصراع في سوريا.
- يظن 37% من النساء أن العنف ضد النساء تزايد منذ بداية الأزمة السورية.[9]
- لا توجد بيانات منشورة عن المثليين والمثليات والعابرين جنسيًا من السوريات.[10]

## ظروف اللاجئين في لبنان

### التوظيف
سعت الحكومة اللبنانية إلى حماية عاملات المنازل من التدفق المفاجئ للعمال المتنافسين من خلال حرمان اللاجئين السوريين من إمكانية العمل القانوني. وجد تقرير للبنك الدولي في عام 2013 أن تدفق اللاجئين السوريين ضاعف معدل البطالة في لبنان مما أثر بشكل خاص على الشباب غير المهرة. من أجل الحفاظ على سبل عيشهم لجأ العديد من اللاجئين إلى عمالة الأطفال والدعارة مما زاد الضغط عليهم للعودة إلى سوريا أو مغادرة لبنان إلى وجهات أخرى.

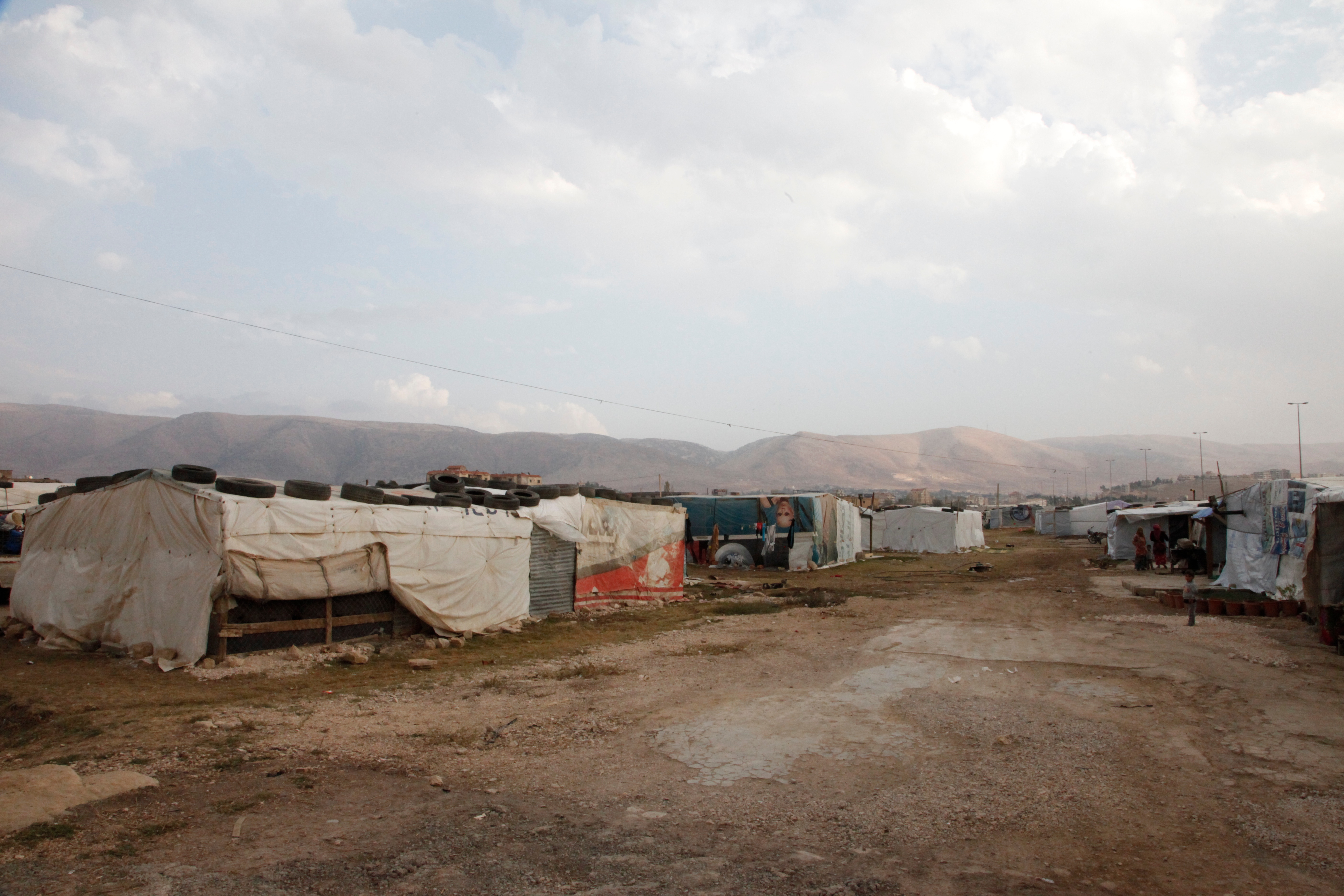
مخيم غير رسمي في وادي البقاع اللبناني.

بين عامي 2011 و 2013 قدرت لجنة الإنقاذ الدولية أن الأجور في قطاعي الخدمات والزراعة انخفضت بنسبة تصل إلى 50 ٪. ونتيجة لذلك فتح اللاجئون السوريون مشاريعهم الخاصة لمنافسة العمال اللبنانيين المحليين وأصبحت الشركات الغير رسمية تبيع منتجات تقل عن أسعار السوق. هذه الشركات ليست كافية للتأثير على الوضع الفقير لمعظم اللاجئين.
في عام 2014، قدرت منظمة العمل الدولية أن 50٪ من الشباب السوريين ليس لديهم أنشطة لتوليد الدخل وقد ارتفع هذا الرقم إلى 66٪ بين الشابات. غالبية السوريين يجدون عملاً من ذوي المهارات المنخفضة أو شبه الماهرة مع ما يقدر بـ 92٪ يعملون بدون عقود محددة. على هذا النحو فإن هذا العمل المؤقت يتقاضى رواتب منخفضة ومتقطع وخارج الحماية مثل العمال اللبنانيين ويفشل في توفير الأمن المالي أو الوظيفي. واحد من كل عشرة أطفال سوريين مشردين في لبنان مجبر على استكمال دخل الأسرة من خلال العمل ويتعرضون لزواج الأطفال وإدمان المخدرات والكحول والجماعات المسلحة والتسول.

### الإسكان
رفضت الحكومة اللبنانية إقامة مخيمات رسمية للاجئين لتجنب التسوية الدائمة للاجئين السوريين في لبنان. بدلاً من ذلك تم إيواء اللاجئين السوريين في البداية في مراكز الإقامة وأي مساكن متاحة طالما كانت هناك مساحة. كان على غالبية اللاجئين السوريين (حوالي 1.1 مليون) بناء ملاجئ مؤقتة خاصة بهم («مخيمات غير رسمية») ذات نوعية رديئة على أراض مستأجرة من ملاك الأراضي الخاصة. كما لجأ اللاجئون إلى غرف وشقق وكراجات مستأجرة. أشار تقييم 2014 إلى أن 30٪ من الأسر السورية تفتقر إلى المياه الكافية و 15٪ تفتقر إلى مستلزمات النظافة و 40٪ يفتقرون إلى الوصول إلى المراحيض. أشار تقرير الأهداف الإنمائية للألفية في لبنان 2013-2014 إلى أن العديد من الأسر السورية النازحة عاشت على وجبة واحدة مطبوخة يوميًا. 6٪ فقط من الأطفال السوريين النازحين الذين تتراوح أعمارهم بين 6 و 23 شهرًا يتناولون الحد الأدنى من النظام الغذائي الكافي وفقًا لمعايير اليونيسف / منظمة الصحة العالمية.

## الحماية
يواجه النساء والفتيات السوريات تمييزًا بين الجنسين في مجال الحماية.

### الإقامة بصورة قانونية والحق في الجنسية
النساء السوريات  غالبًا ما يحصلن  على اللجوء القانوني في لبنان أقل من الرجال وذلك بنسبة 9% مقارنة بنسبة 27% و18%للرجال). ونادرًا ما يعطى الدعم اللبناني للنساء، ويستند الأمر في جزء منه للظروف الاجتماعية الاقتصادية، والتي تعطي الأولوية في الإقامة للرجال، حيث تعلم النساء عن الإجراءات بنسبة الثلث أقل من الرجال. ويتسبب العيش بدون إقامة قانونية في انعدام الأمن بجميع مناحي الحياة اليومية كالحق في العمل والتعليم والرعاية الصحية، ويشدد من خطر الحبس والتوقيف والترحيل.
ويؤدي هذا إلى خوف السوريات من التعامل مع السلطات أو استخدام آليات العدالة في حالات الحوادث أو التعرض للعنف القائم على الجنس والنوع. ويتعرض أبناء السوريات لخطر انعدام الجنسية؛ بسبب القانون السوري الذي لا يمكن وفقه للنساء منح ابنائهن الجنسية السورية، فالنساء السوريات المتزوجات أو المطلقات من رجال غير سوريين ينقص ابنائهم في الغالب الحق القانوني في الجنسية.

### السلامة والأمن
اقترحت دراسة صادرة عن الأمم المتحدة أن العنف ضد النساء مسألة أمنية منتشرة بالنسبة للنساء السوريات النازحات في لبنان، وتتزايد هذه الحوادث. وكان العنف الجنسي أحد عناصر النقاش في الدراسة، وفي محاولة لاكتشاف أماكن حدوث هذا العنف اتضح أن مظاهر العنف الأكثر شيوعًا يكون مكانها بالدرجة الأولى فيما ينظر لها على أنها أماكن خاصة أو «النطاق العائلي» بداخل المنازل أو بين الجيران أو أصحاب الأرض. ولم تُبْلِغ النساء عن مشاكل مرتبطة بالسلامة العامة.
فما يقرب من ثلثيّ النساء المٌلتقى بهن (63%) أخبرن أن العنف ضد النساء مشكلة في مجتمع اللاجئين السوريين في لبنان، و37% قلن أنه في تزايد منذ بداية الأزمة السورية. وعبر 15% من النساء عن مرورهن أو أحد أفراد أسرتهن بمشكلة تتعلق بالسلامة أثناء وجودهم في لبنان، أغلبها من التحرش اللفظي، أو النزاعات الدخلية أو النزوح والطرد.
وعند التطرق لمشكلات السلامة العامة، عبر 7% من النساء عن تعرضهن للعنف أو أحد النساء في أسرتهن، و12% قلن أن أحد أعضاء أسرتهن من الرجال تعرضن للعنف. وتختلف مشكلات السلامة وفقًا للموقع الجغرافي، فمثلًا الذين يعيشون في الجنوب والنبطية عبروا عن عدم وجود أي مشكلات مرتبطة بالسلامة.

## التعليم

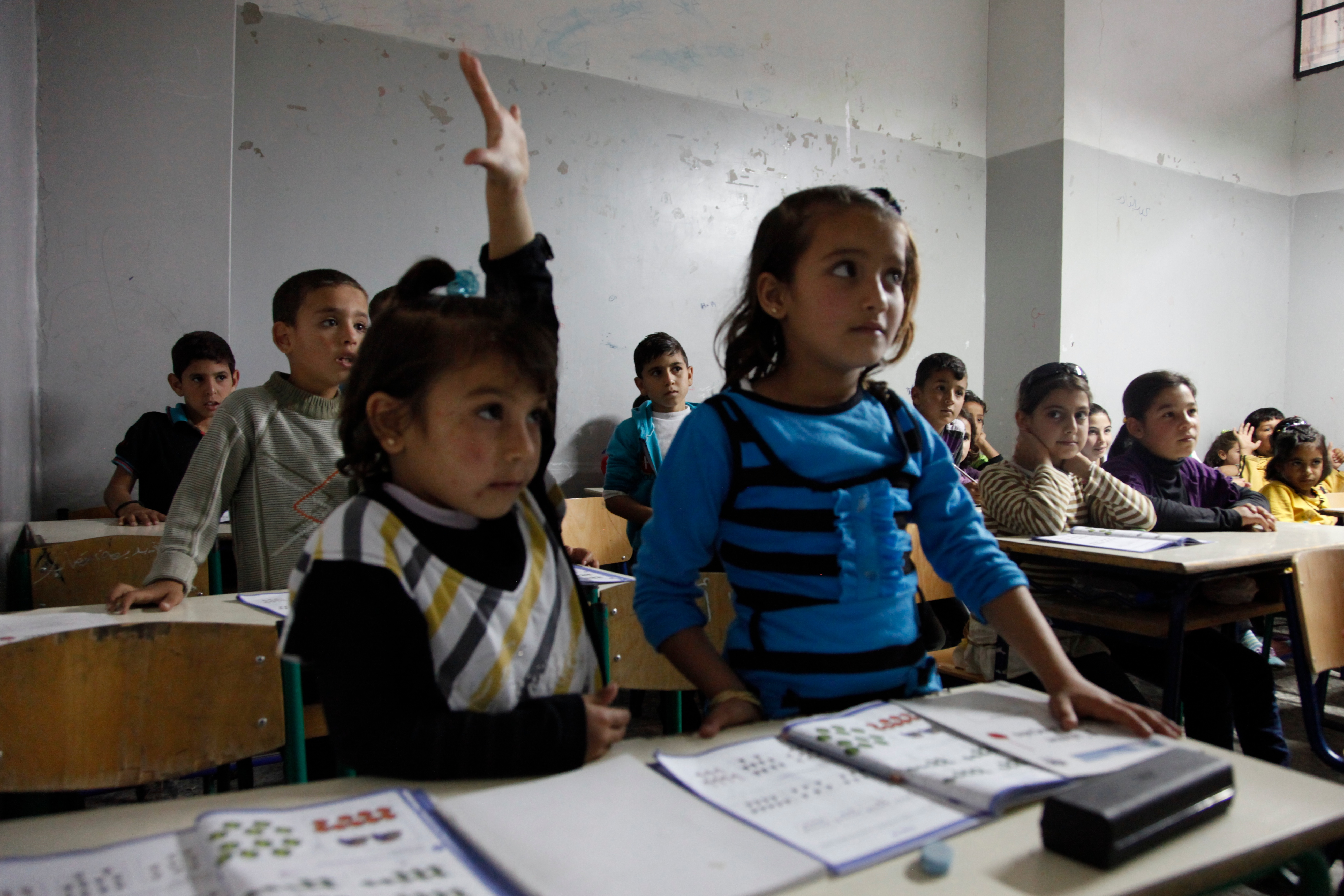
أطفال لاجئون سوريون في فصل دراسي لبناني

أدى الحد الأدنى من التعاون بين القطاعين العام والخاص والمنظمات غير الحكومية في لبنان إلى توفير جزئى للتعليم الجيد للأطفال اللاجئين السوريين. لا يزال القطاع العام المتدهور غير قادر على توفير التعليم خلال حالات الطوارئ بسبب المناهج الدراسية غير المرنة والقدرات المحدودة والتدريس المنظم للغاية. نتيجة لذلك يتم استيعاب معظم الطلاب السوريين في القطاع الخاص للتعليم الابتدائي والقطاع غير الرسمي للتعليم التكميلي. تستمر نسبة الطلاب السوريين الملتحقين بالمدارس العامة في الانخفاض نظرًا لتصور تدني جودة التعليم المقدم. شكلت السنة الدراسية 2011-2012 نسبة كبيرة من التسرب بلغت 70 ٪ للطلاب اللاجئين السوريين نظرا لعدم وجود موارد تكميلية. معدل الفشل بين الأطفال السوريين هو ضعف المعدل الوطني للأطفال اللبنانيين.

### المدارس العامة
يواجه الأطفال اللاجئون السوريون العديد من الصعوبات في المدارس العامة اللبنانية مثل الإيذاء البدني واللفظي من أعضاء هيئة التدريس وزملائهم. على الرغم من الإبلاغ عن إساءات متكررة لا يزال يتم الإبلاغ عن مزيد من الإساءات خوفًا من فقدان المكان في المدارس. يشكل الافتقار إلى الدعم العلاجي واللغوي تحديا كبيرا للطلاب السوريين. بعد الصف السابع تقوم المدارس الحكومية اللبنانية بتدريس العلوم والرياضيات باللغة الإنجليزية أو الفرنسية مما يخلق عائقًا كبيرًا أمام تكامل الطلاب السوريين الناطقين بالعربية في نظام التعليم اللبناني.

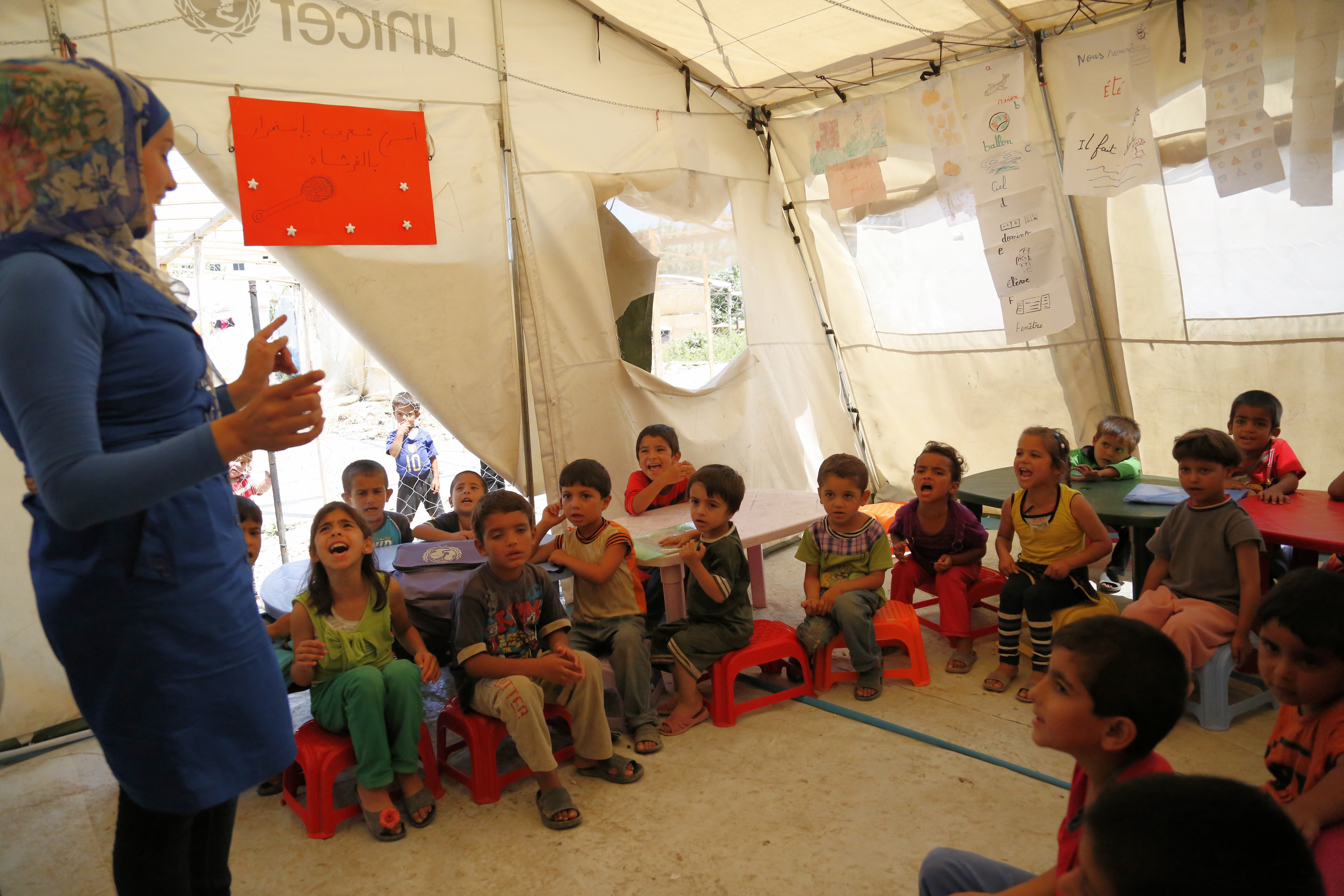
أطفال لاجئون سوريون يحضرون درسًا في فصل دراسي مؤقت لليونيسف في شمال لبنان (يوليو 2014)

حاليا في نظام المدارس العامة اللبنانية فإن عدد الأطفال السوريين في سن المدرسة أكبر من عدد الأطفال اللبنانيين. خلال العام الدراسي 2013-2014 كان هناك حوالي 58.000 طفل سوري في الفصول اللبنانية و 30.000 طفل سوري في النوبات الثانية فقط في فترة ما بعد الظهر. اعتبارًا من منتصف عام 2015 كان أكثر من نصف الطلاب المسجلين في المدارس اللبنانية سوريين.
أشار تقرير لمنظمة العمل الدولية لعام 2014 إلى أن معدل الالتحاق الإجمالي للاجئين السوريين كان حوالي 55٪ في التعليم الابتدائي (من 6 إلى 10 سنوات)، ولكنه يصل إلى 13٪ في التعليم الثانوي (11-15 سنة). خلال التعليم الثانوي من المرجح أكثر أن البنات يتركوا المدرسة ويبدأوا بالعمل.

### تقييم
هناك العديد من المزايا والمخاطر التي تشكلها أنظمة التعليم المنفصلة للأطفال اللاجئين السوريين. يسهل هذا النظام تكيف الأطفال السوريين مع منهج جديد ويحافظ على هويتهم السورية. علاوة على ذلك فإن إتقان اللغة العربية في المدارس يسهل قدرات الطلاب على تعلم مواد جديدة ويخدمهم في عودتهم النهائية إلى سوريا. ومع ذلك فإن أنظمة المدارس المنفصلة يمكن أن تؤدي إلى تفاقم التوترات بين السوريين والمواطنين اللبنانيين من خلال خلق تصور لتعليم أقل جودة للأطفال السوريين فضلاً عن تعزيز الانقسامات الدينية والعرقية والوطنية.

## الرعاية الصحية
يعتمد اللاجئون السوريون إلى حد كبير على الوكالات الدولية وشركائها غير الحكوميين للحصول على الرعاية الصحية في ظل غياب النظام الصحي اللبناني وعدم قدرته على توفير الرعاية الصحية الكافية. أصبحت الخدمات الصحية في لبنان يتعذر الوصول إليها على نحو متزايد للسكان اللاجئين بسبب التكاليف الباهظة التي تكبدتها للعلاج في نظام الرعاية الصحية المخصخص إلى حد كبير. علاوة على ذلك لا يُسمح للأطباء السوريين في لبنان بمعالجة السكان اللاجئين بسبب القوانين القائمة التي تحمي سبل معيشة المهنيين الصحيين المحليين.
بالإضافة إلى علاج اللاجئين السوريين فإن نظام الرعاية الصحية اللبناني مسؤول أيضًا عن تغطية الفئات اللبنانية الضعيفة (التي تعيش على أقل من 2.4 دولار أمريكي في اليوم)، والعائدين اللبنانيين من سوريا واللاجئين الفلسطينيين من سوريا واللاجئين الفلسطينيين في لبنان. تتمتع كل مجموعة اجتماعية من السكان بإمكانية الوصول إلى خدمات مختلفة تتوقف على مستوى الحماية الاجتماعية. ونتيجة لذلك فإن نظام الرعاية الصحية اللبناني مثقل بالأعباء ومتدهور وغير فعال.

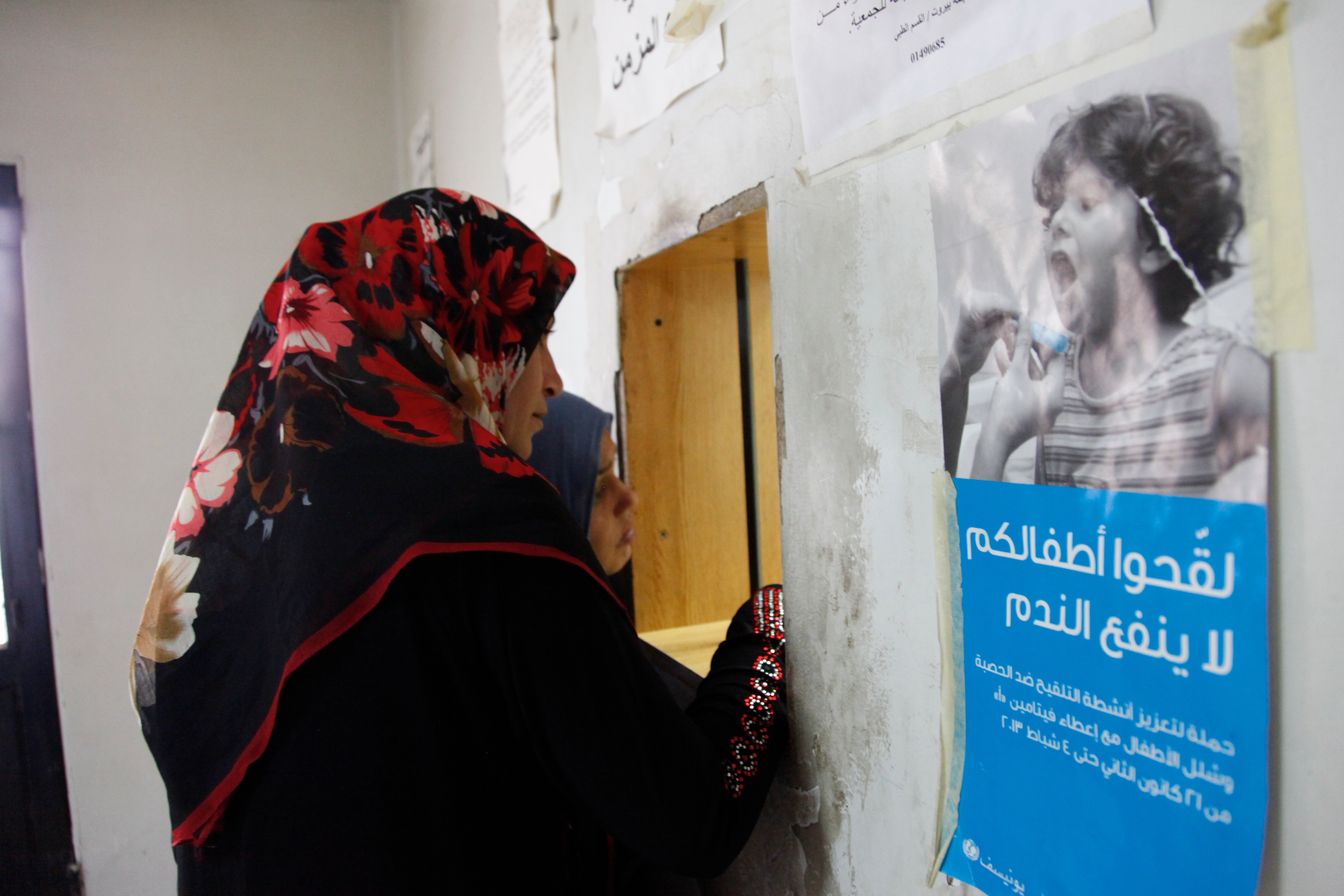
امرأتان سوريتان تنتظران الحصول على وصفة طبية في عيادة صحية في وادي البقاع اللبناني.

### مفوضية شؤون اللاجئين
يعطي قسم الصحة العامة للمفوضية العليا لشؤون اللاجئين في لبنان أولوية للرعاية الصحية الأولية والطوارئ بأسعار معقولة ويمكن الوصول إليها بهدف ضمان تغطية أكبر عدد من اللاجئين في لبنان. يمكن للاجئين السوريين المسجلين لدى مفوضية الأمم المتحدة لشؤون اللاجئين في لبنان الذين تتراوح أعمارهم بين خمس إلى ستين سنة الحصول على الرعاية الصحية في المراكز التي يديرها شركاء المنظمات غير الحكومية في المفوضية مقابل رسم يتراوح بين 3000 ليرة لبنانية و 5000 ليرة لبنانية لكل استشارة (تقريبًا. الولايات المتحدة $ 2- $ 3).
تغطي الأمم المتحدة 75 ٪ من تكلفة الرعاية الطارئة للاجئين المسجلين ولكن يجب تغطية الـ 25 ٪ الباقية من قبل اللاجئين أنفسهم  إلا إذا استوفوا معايير الضعف لدى المفوضية أو ضحايا التعذيب أو العنف الجنسي. في هذه الحالات يتم تغطية 100 ٪ من التكاليف من قبل المفوضية. تقدر تقارير نفقات المفوضية أن متوسط التكلفة لكل مريض سوري يبلغ حوالي 1000 دولار. من أجل فرض دفع نسبة 25 ٪ المتبقية من الرعاية من اللاجئين لجأت المستشفيات اللبنانية إلى أساليب عدوانية مثل حجب الجثث وحديثي الولادة أو مصادرة بطاقات الهوية الشخصية.
وجد تقرير مسح أجرته مفوضية الأمم المتحدة لشؤون اللاجئين لعام 2014 أن 24٪ من اللاجئين السوريين المسجلين لدى المفوضية في لبنان قد عادوا إلى سوريا و 11٪ عادوا للحصول على الرعاية الطبية على الرغم من مخاطر الصراع العنيف المستمر.

### الظروف الصحية
وفقًا لتقدير جمعية أمل لعام 2013 لـ 90.000 مريض سوري مشرد فإن 47٪ منهم يعانون من أمراض جلدية و27٪ بأمراض الجهاز الهضمي و19٪ من أمراض الجهاز التنفسي و7٪ من سوء التغذية و2٪ من الأمراض المعدية. تم تشخيص 13 ٪ من هؤلاء المرضى يعانون من مرض عقلي. نظمت الحملات التي تقودها وزارة الصحة العامة في لبنان واليونيسيف ومنظمة الصحة العالمية التطعيمات الروتينية والتطعيمات للاجئين السوريين في جميع أنحاء البلاد، وخاصةً للأمراض البارزة مثل شلل الأطفال والحصبة والكوليرا.

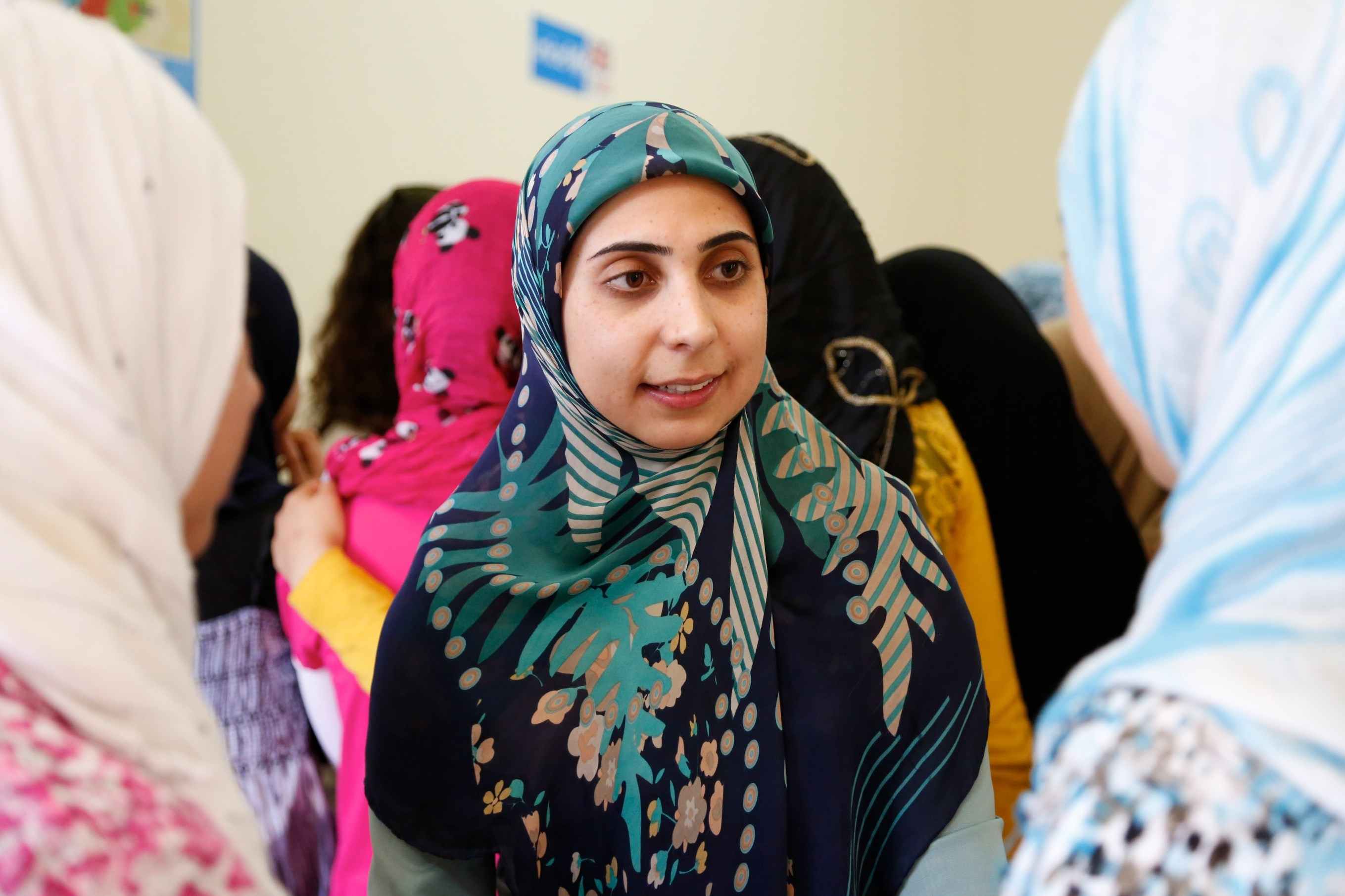
امرأة لبنانية تتحدث إلى فتاتين لاجئتين سوريتين في جلسة إعلامية حول العنف القائم على الجنس والزواج المبكر في جنوب لبنان.

#### صحة المرأة
تأثرت الصحة الجنسية والإنجابية للنساء اللاجئات السوريات بشكل كبير بسبب عدم وجود تغطية صحية منصفة ومعقولة التكلفة في لبنان. وتشمل هذه المشاكل عدم الحصول على الرعاية التوليدية الطارئة ومحدودية الوصول إلى وسائل منع الحمل والعمليات القيصرية القسرية. أثرت زيادة العنف الجنسانى وخاصة عنف الشريك الحميم والزواج المبكر والاعتداء الجنسي بشكل كبير على صحة اللاجئات السوريات وأدت إلى زيارات أقل للرعاية السابقة للولادة وتأخر تنظيم الأسرة وضعف الصحة الإنجابية.
النساء والفتيات اللاجئات السوريات اللاتي يعملن لكسب المال لتحمل تكاليف المعيشة في لبنان قد يشاركن أيضًا في شكل من أشكال الدعارة يُطلق عليه «الجنس الذي يظل على قيد الحياة». قد يتم إجبار الآخرين على ممارسة الجنس كوسيلة لرد المهربين. ينطوي استغلال النساء والفتيات اللاجئات في صناعة الجنس على عواقب وخيمة على المدى القصير والطويل على الصحة البدنية والعقلية بما في ذلك زيادة خطر التعرض للعنف القائم على النوع الاجتماعي.

#### الصحة النفسية
تعرضت الجهود المبذولة لتلبية الاحتياجات النفسية للاجئين السوريين في لبنان إلى تدقيق خاص. أُنشئت فرقة العمل المعنية بالصحة العقلية والدعم النفسي الاجتماعي (MHPSS) بعد تقرير مفوضية الأمم المتحدة لشؤون اللاجئين في كانون الأول / ديسمبر 2013 الذي يتناول الاحتياجات النفسية والاجتماعية للاجئين السوريين في لبنان. تعتبر فرقة العمل التي تهدف إلى تنسيق الخدمات التي تقدمها مختلف الوكالات والمنظمات غير فعالة بالنظر إلى الطلب الكبير بشكل كبير على الدعم النفسي الاجتماعي بين اللاجئين السوريين.

## الاستجابة لأزمة اللاجئين

### استجابة الحكومة
تشكلت استجابة الحكومة اللبنانية لأزمة اللاجئين السوريين إلى حد كبير من خلال الوجود الطويل الأجل للاجئين الفلسطينيين في لبنان. بعد حرب فلسطين في عام 1948، رحب لبنان باللاجئين الفلسطينيين على أمل أن يكون وجودهم مؤقتًا. رداً على التسوية المستمرة للاجئين الفلسطينيين في لبنان بعد ما يقرب من سبعة عقود قرر لبنان عدم منح الجنسية للاجئين السوريين من أجل حماية توازنه الطائفي الهش. زاد تدفق اللاجئين السوريين ومعظمهم من المسلمين السنة من الوزن الديموغرافي للسنة في لبنان. حاليا السنة هم ثالث أكبر مجموعة طائفية في لبنان. نظرًا لتوزيع السلطة السياسية في لبنان على أساس طائفي فإن التحول الديموغرافي له انعكاسات مهمة على السياسة اللبنانية.

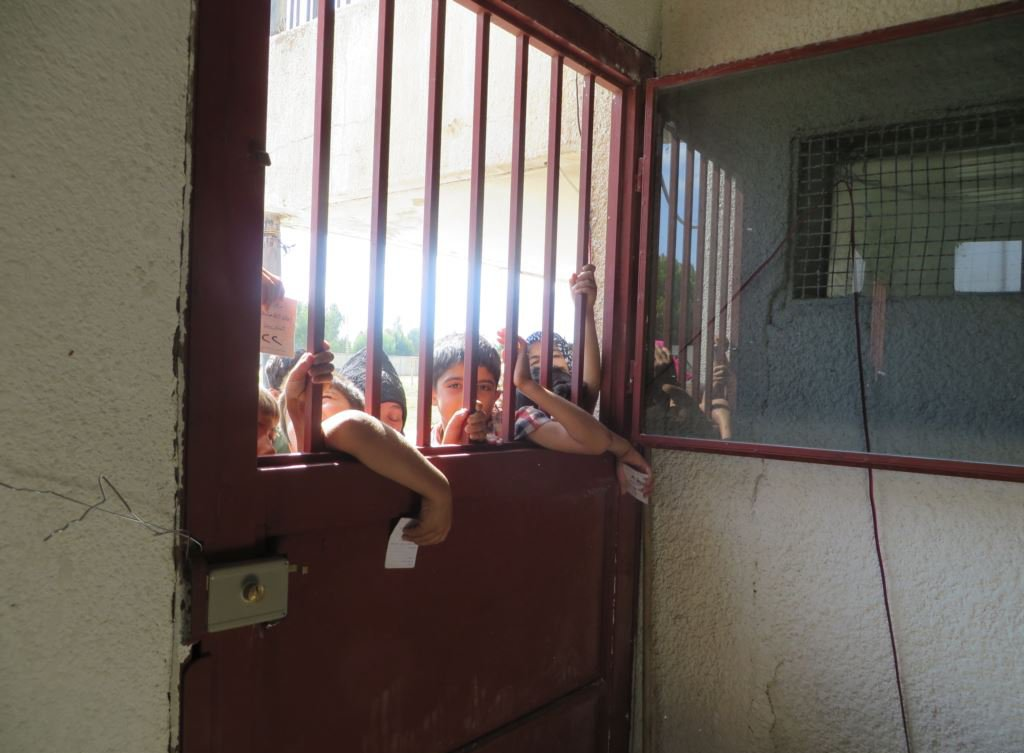
أطفال ينتظرون مع أذونات تخولهم لصرف الخبز لعائلاتهم في وادي البقاع (سبتمبر 2013).

أدى الجمود الحكومي الناجم عن الفشل في انتخاب رئيس جديد فضلاً عن التوتر بين الطائفتين السنية والشيعية فيما يتعلق بالعنف الطائفي الهش، إلى سياسة «شبه مطلقة» للحكومة اللبنانية تجاه اللاجئين السوريين. على الرغم من الثناء من منظمات حقوق الإنسان والمفوضية السامية لشؤون اللاجئين لسياستها على الحدود المفتوحة قررت الحكومة اللبنانية رسمياً أن تظل محايداً فيما يتعلق بالصراع السوري بسبب الأعضاء المؤيدين والمعارضين للأسد في حكومتها. نتيجة لذلك تحملت المنظمات الدولية مثل مفوضية الأمم المتحدة لشؤون اللاجئين المسؤولية الرئيسية عن التعامل مع اللاجئين السوريين.
حاولت الحكومة اللبنانية السيطرة على تدفق اللاجئين السوريين إلى البلاد بعد أن وصل عدد اللاجئين إلى 1.000.000 في عام 2014. في أكتوبر 2014 تقلص وصول اللاجئين إلى الأراضي في لبنان وتم تشجيع عودتهم إلى سوريا رسمياً من خلال السياسات التي وضعها مجلس الوزراء. فرضت الحكومة أيضًا متطلبات التأشيرة للاجئين السوريين الذين يصلون إلى لبنان فضلاً عن إجراءات جديدة لتجديد تصاريح الإقامة. بعد ذلك بفترة وجيزة أعلنت الحكومة أنها ستتولى الدور القيادي في التعامل مع أزمة اللاجئين السوريين وسط مزاعم بأن المفوضية العليا للاجئين انتهكت سيادتها. بحلول مارس 2015 بلغ عدد اللاجئين المسجلين في البلاد 120000 لاجئ ؛ في 6 مايو 2015 علقت الحكومة آليات التسجيل الرسمية لتقليل العدد الرسمي للاجئين في البلاد.
أصدرت الحكومة اللبنانية خطة الاستجابة للأزمة في لبنان (LCRP) في عام 2015 (التي تم تعديلها وإعادة إصدارها في عام 2017) بالتنسيق مع مفوضية الأمم المتحدة لشؤون اللاجئين. شكلت LCRP جزءًا من الخطة الإقليمية للاجئين والصمود (3RP) التي تستجيب بشكل مفصل لأزمة اللاجئين في بلاد الشام وتركيا والعراق ومصر. والجدير بالذكر أن LCRP أكد من جديد أنه نظرًا لأن لبنان لم يصدق على اتفاقية عام 1951 المتعلقة بوضع اللاجئين أو بروتوكولها لعام 1967، فإنه لا يمكن اعتباره رسميًا بلد لجوء.

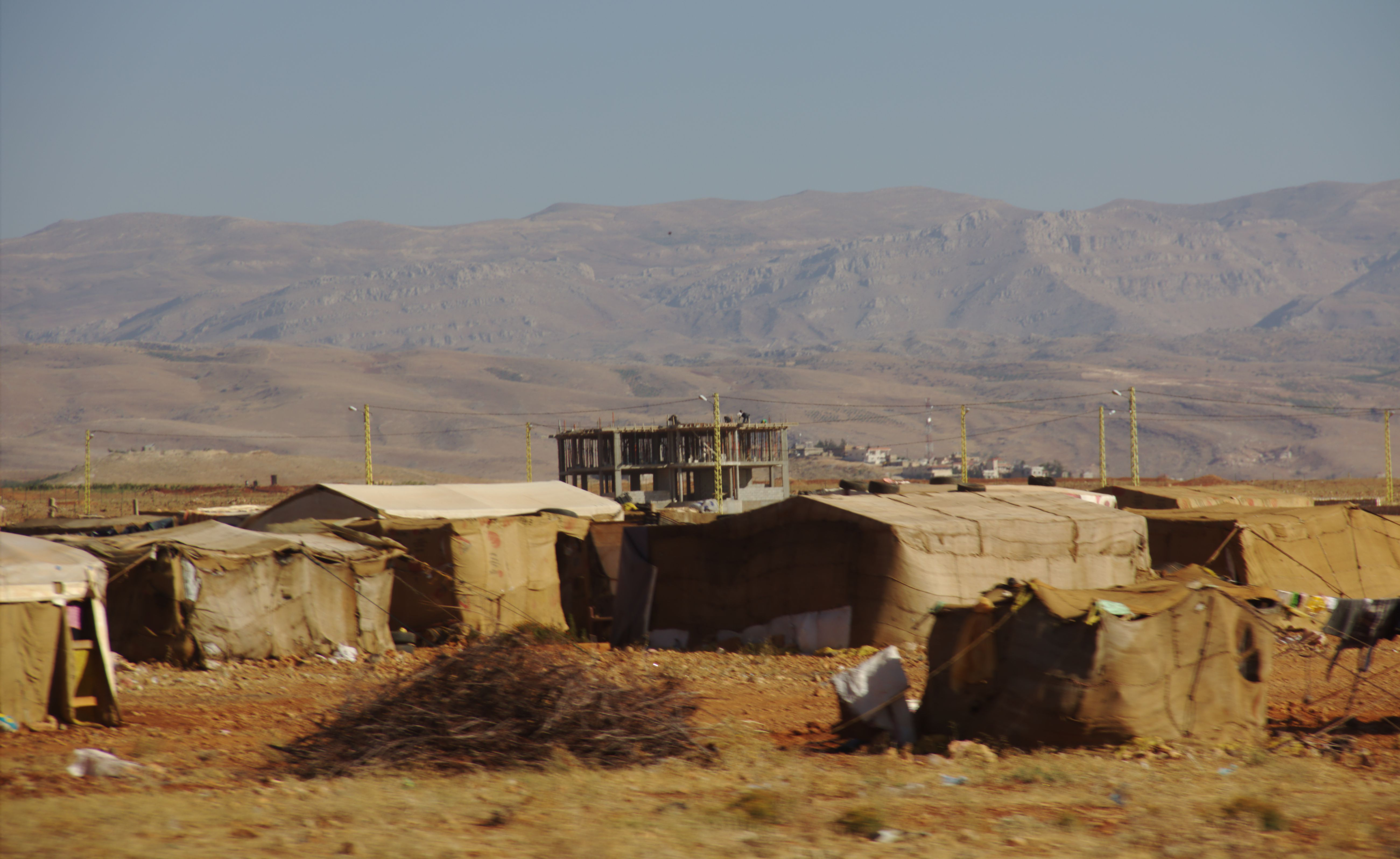
مخيم اللاجئين في شمال لبنان بالقرب من الحدود السورية (أغسطس 2012)

### الرأي العام
يتفاقم الاستياء بين عامة الشعب اللبناني تجاه اللاجئين السوريين بسبب ارتفاع الأسعار والبطالة حيث أن العائلات اللبنانية تتهم مباشرة للأزمة السورية. هذا واضح بشكل خاص في المجتمعات في وادي البقاع وشمال البلاد والتي كانت تاريخياً مهمشة اقتصاديًا ومتخلفة فيما يتعلق بالخدمات الاجتماعية والبنية التحتية. وجد استطلاع للرأي أجري في لبنان عام 2013 أن 52٪ من المستطلعين يعتقدون أن اللاجئين السوريين يهددون الأمن القومي والاستقرار وأن 90٪ من المشاركين يعتقدون أن الصراع السوري يعوق قدرة الحكومة اللبنانية على حماية مواطنيها.

### تهديدات الإرهاب
العديد من اللاجئين لهم صلات بقوات المعارضة السورية ولديهم القدرة على زيادة زعزعة استقرار الوضع السياسي في لبنان من خلال الانضمام إلى القتال ضد حزب الله. في حالات القتال يختلط المسلحون غالبًا بتدفق اللاجئين إلى لبنان بالقرب من الحدود اللبنانية السورية. كما وردت تقارير عن قيام جماعات مسلحة بتجنيد مقاتلين من اللاجئين.
خدمت بعض مخيمات اللاجئين السوريين في لبنان كقواعد للجماعات الجهادية التي تقاتل في سوريا. بين عامي 2014 و 2015، ذُكر أن الجهاديين السنة المنتمين إلى جبهة النصرة (الآن هيئة تحرير الشام ) هاجموا الجماعات الشيعية اللبنانية في عدة مناسبات. علاوة على ذلك يُعتقد أن داعش يجند الشباب السوري في لبنان ويستغل غضبهم وخيبة أملهم.
في 19 و 25 سبتمبر 2014 داهم الجيش اللبناني عدة مخيمات للاجئين واعتقل اللاجئين بسبب أعمال إرهابية مزعومة.

## المأوى
تعيش الأسر المعيشية التي تعولها النساء في مساكن غير رسمية أو غير دائمة تقريبًا ضعف الأسر التي يعولها الرجال (بنسبة 32% مقابل 17%). وفي بعض الأحيان تمنع الأسر التي تعولها امرأة من استئجار المسكن بسبب وضعهم كأسرة تعولها امرأة (وصلت لـ36% منهن وفقًا لأحد الدراسات). وتقول النساء أن عنصرية مالكي الأراضي ضد النساء نابع من مخاوفهم من عدم قدرتهم على دفع الإيجار أو المخاوف المرتبطة بالثقافة عن سمعتهم كونهم يعيشون بمفردهم. وأحيانًا يقايض بعض الملاك الجنس بالإيجار. والمتحولات جنسيًا يواجهون عوائق إضافية بسبب هويتهم الجنسية، بينما لا يوجد ملاذ آمن متاح للأشخاص المتحولين في لبنان. بالنسبة للاجئين المفترض عودتهم إلى سوريا، فالنساء يمتلكن بيوتًا وأراضي وأملاك أقل كثيرًا من نظائرهم الرجال.